# Cuevas de Canelobre
Le Cuevas de Canelobre (o Coves del Canelobre in valenciano, letteralmente "grotte del candelabro" in italiano) sono delle grotte situate a Busot (Alicante, Spagna), a 23 km da Alicante e con l'entrata a 700 m di altitudine sul versante settentrionale della catena del Cabezón de Oro.
Le grotte sono famose per la grande volta alta 70 m, simile nella forma a quella di una cattedrale.
Le sale sono accessibili solo per speleologia a parte la prima, visitabile dai turisti. Si tratta di uno spazio di 80 000 m³ al quale si accede tramite un tunnel di circa 45 m aperto durante la guerra civile spagnola. All'ingresso ci si trova in uno spazio ampio a circa 1/3 di altezza rispetto al totale, nel quale si eseguono anche dei concerti di musica classica. Frontalmente è situata la grande stalagmite conosciuta come "El canelobre" (candelabro in valenciano), che dà il nome alle grotte, vecchia circa 100 000 anni.